# Ключовець
Ключовець (словац. Kľúčovec, угор. Kulcsod) — село, громада в окрузі Дунайська Стреда, Трнавський край, південно-західна Словаччина. Кадастрова площа громади — 12,71 км². Населення — 363 особи (за оцінкою на 31 грудня 2017 р.).
Знаходиться за ~20 км на південь від адмінцентра округу міста Дунайська Стреда.

## Історія
Перша згадка 1252 року як Kwlchud. Історичні назви: 1786-го як Kulcschod, з 1948-го — Kľúčovec; угор. Kulcsód.
1938—1945 рр — під окупацією Угорщини.
1965-го року велика повінь знищила частину села.

## Географія
Водойми: Дунай, Kľúčovské rameno, Чилізький потік; система каналів — Lyonský kanál тощо.
Громада є найпівденнішим населеним пунктом округу. На південному заході руслом Дунаю межує з Угорщиною, ділянка довжиною ~2 км.

## Галерея

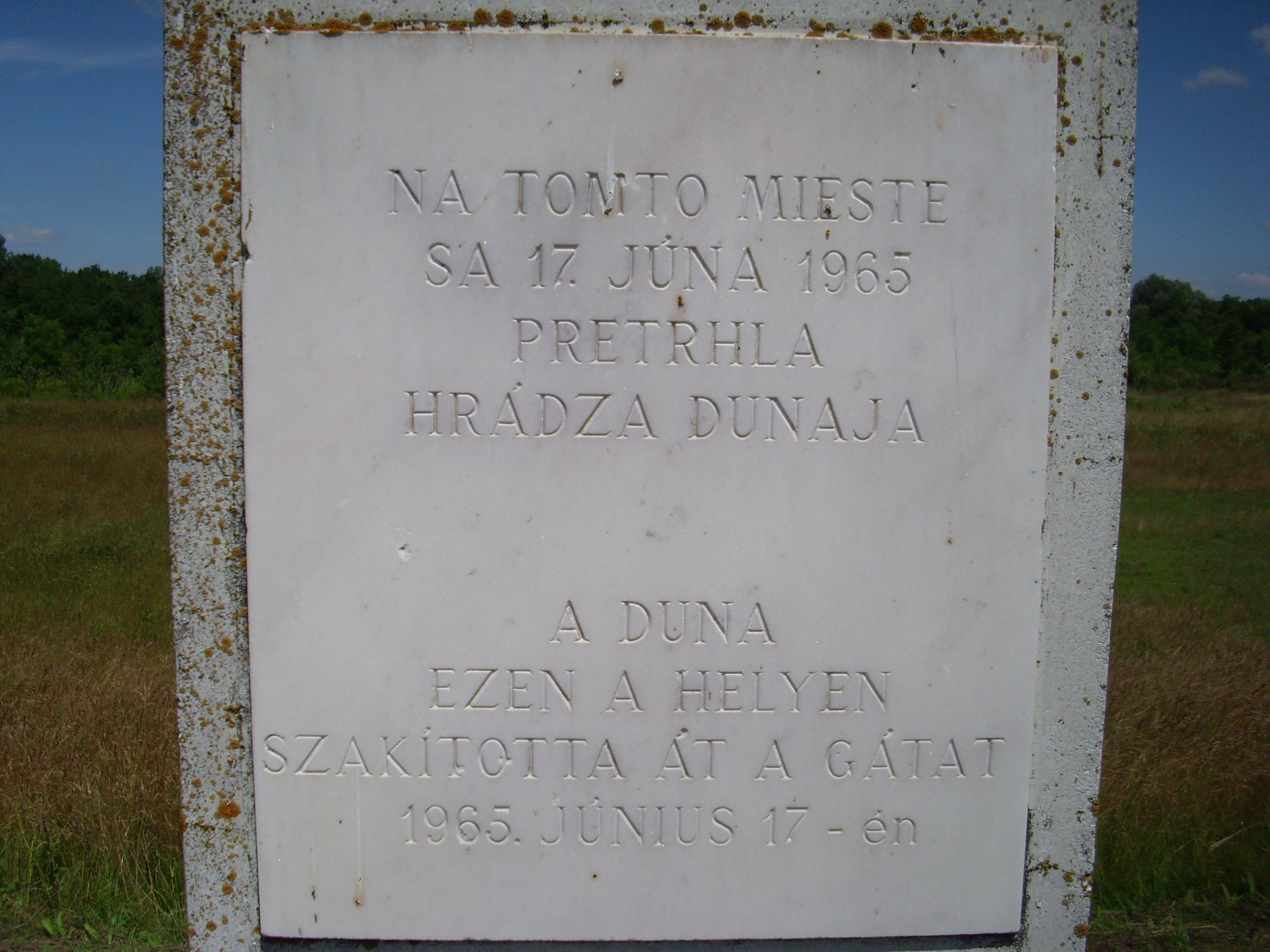
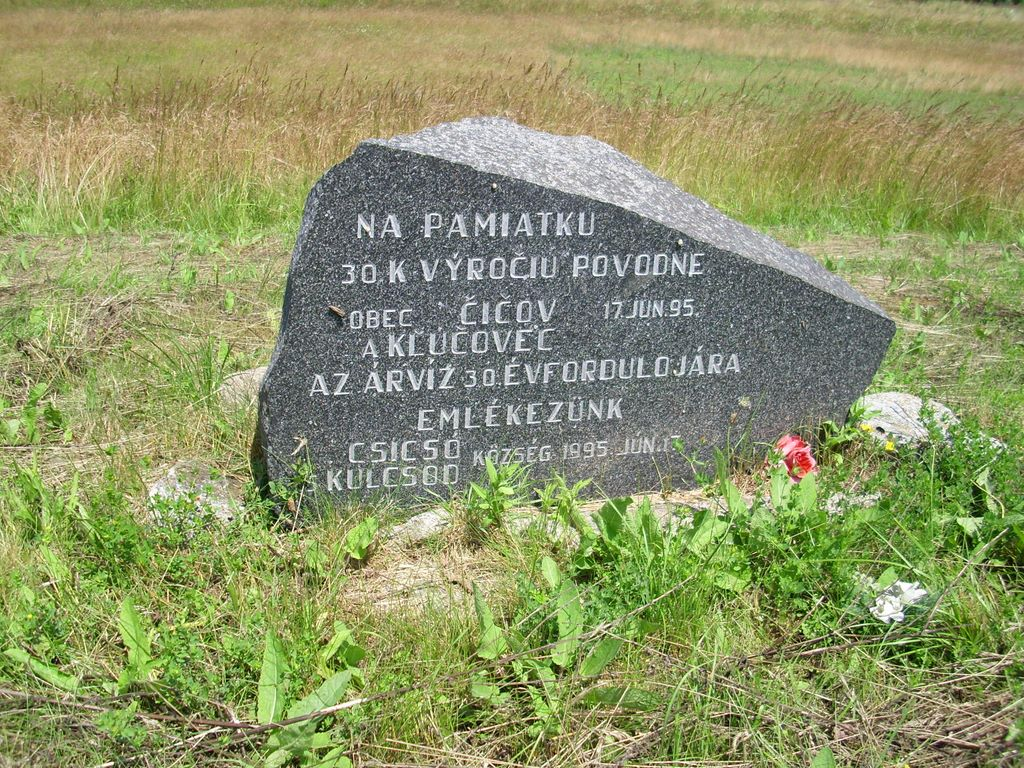
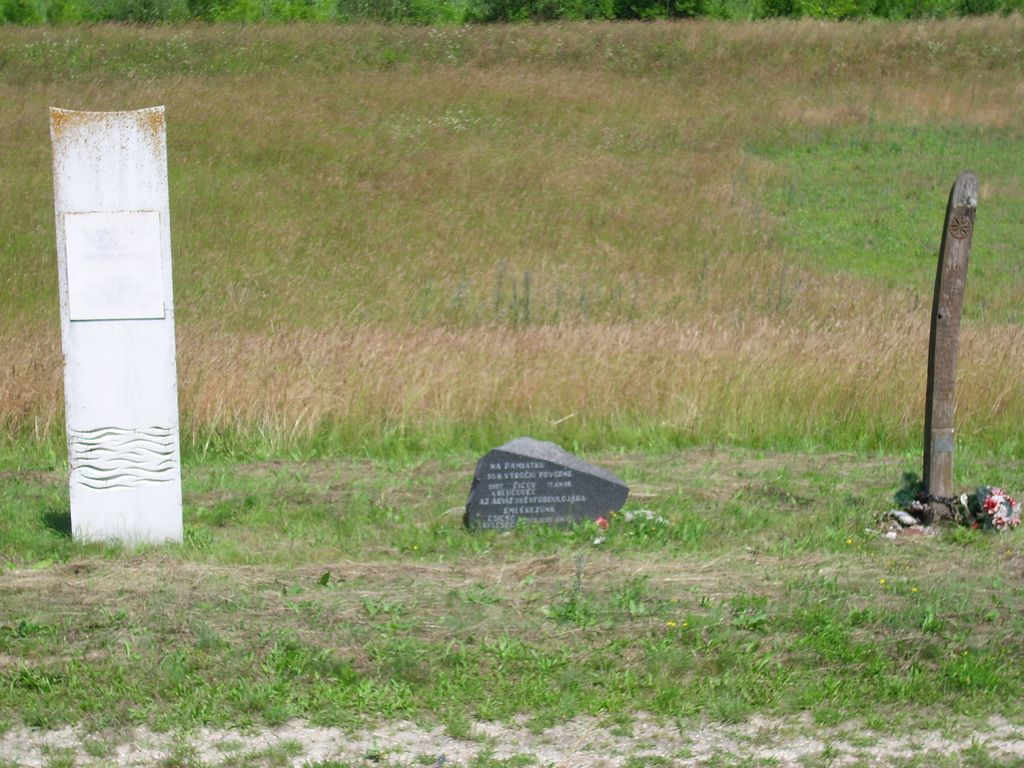
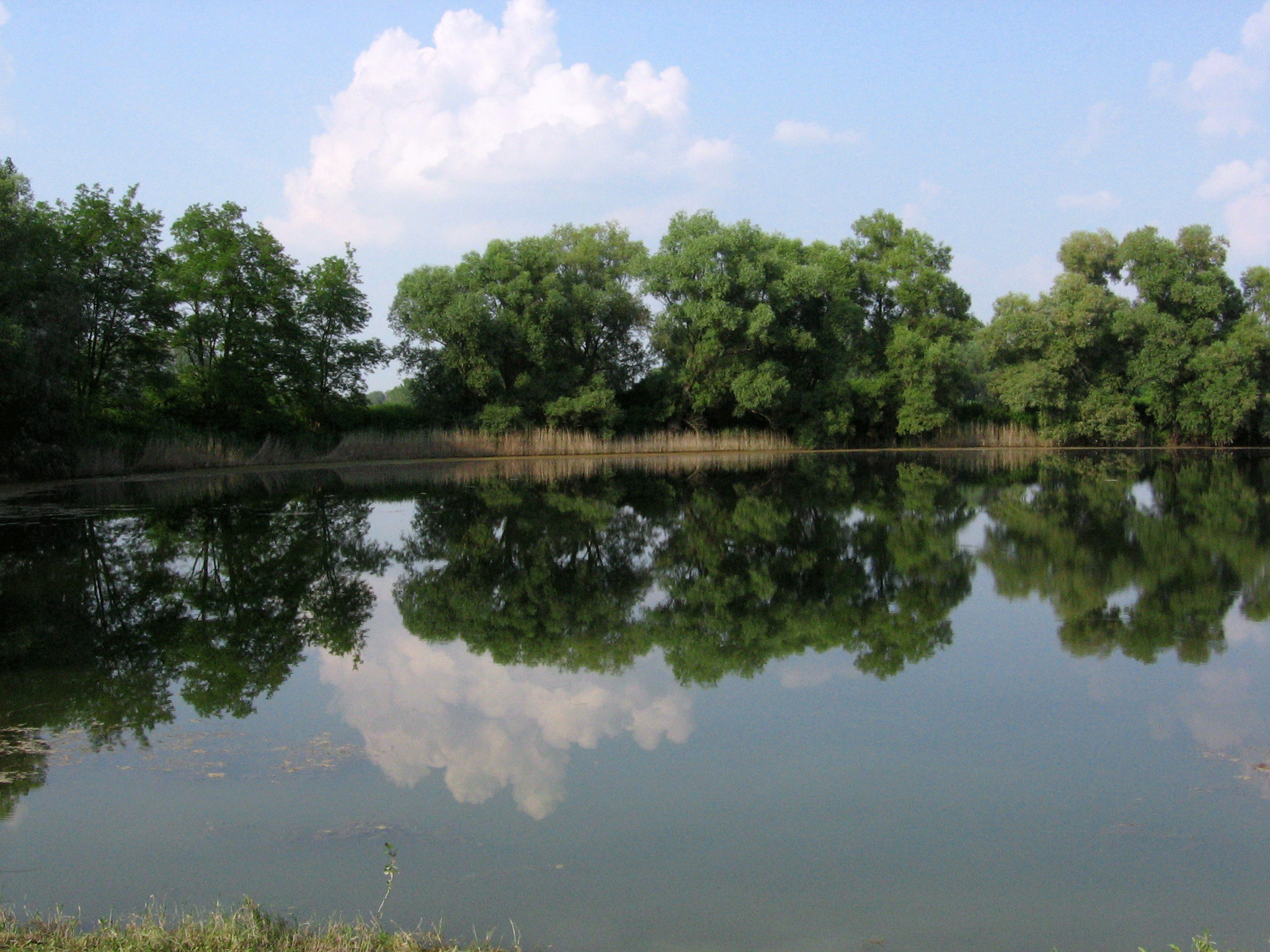

## Населення
| Рік:            | 1993 | 2003    | 2013    | 2023    |
| --------------- | ---- | ------- | ------- | ------- |
| Кількість осіб: | 365  | 390     | 373     | 348     |
| Різниця:        |      | +6,84 % | -4,35 % | -6,70 % |

| Рік:            | 2022 | 2023    |
| --------------- | ---- | ------- |
| Кількість осіб: | 350  | 348     |
| Різниця:        |      | -0,57 % |

Ключовець є громадою із найвищим відсотком етнічних угорців серед громад Словаччини. За переписом населення 2001 року їх зареєстровано 365 осіб, що становило 98,12 % від усіх мешканців села.

## Транспорт
Автошляхи (Cesty III. triedy):
- 1394
- 1422